# Хорхе Ольгін
Хорхе Ольгін (ісп. Jorge Olguín, нар. 17 травня 1952, Долорес) — аргентинський футболіст, що грав на позиції захисника, рідше — флангового півзахисника. По завершенні ігрової кар'єри — тренер. Найбільш відомий за виступами у складі національної збірної Аргентини, з якою разом став чемпіоном світу на домашньому для аргентинців чемпіонаті світу 1978 року. На відміну від своїх партнерів по чемпіонському складу збірної, всю свою кар'єру футболіста провів виключно в аргентинських клубах — «Сан-Лоренсо», «Індепендьєнте» (Авельянеда) та «Архентінос Хуніорс», став у їх складі шестиразовим чемпіоном Аргентини та володарем Кубка Лібертадорес у 1985 році.

## Клубна кар'єра
Хорхе Ольгін є вихованцем столичного аргентинського клубу «Сан-Лоренсо», в якому і дебютував у дорослому футболі 1971 року. Молодий футболіст швидко став основним гравцем захисної ланки команди, і за 9 сезонів, проведений у складі команди, тричі ставав чемпіоном Аргентини — двічі Чемпіонату Насьйональ і ще один раз Чемпіонату Метрополітано.
У 1980 році Хорхе Ольгін перебрався до складу пристоличного клубу «Індепендьєнте» з Авельянеди. Наступні чотири роки кар'єри футболіст був і надалі основним гравцем клубу, додав до своїх титулів звання чемпіона Аргентини в турнірі Метрополітано 1983 року.
1984 року Хорхе Ольгін перейшов до клубу «Архентінос Хуніорс», за який відіграв 4 сезони. Хоча й у цій команді футболіст був і надалі гравцем основи, проте цей столичний клуб став останнім у кар'єрі гравця. Ольгін ще двічі ставав чемпіоном Аргентини — Чемпіонату Метрополітано в 1984 році та Чемпіонату Насьональ в 1985 році, у цьому ж році став разом із командою володарем Кубка Лібертадорес. Завершив професійну кар'єру футболіста Хорхе Ольгін у 1988 році.

## Виступи за збірну
1976 року дебютував в офіційних матчах у складі національної збірної Аргентини. Протягом кар'єри у національній команді, яка тривала 7 років, провів у формі головної команди країни 60 матчів.
Одного із кращих захисників аргентинського чемпіонату тренер збірної Сесар Луїс Менотті вирішив включити до заявки на чемпіонату світу 1978 року, який відбувся в Аргентині. Ольгін на турнірі був одним із ключових гравців захисту, в тому числі провів увесь фінальний матч чемпіонату, разом із додатковим часом, зі збірною Нідерландів, в якому аргентинська збірна перемогла з рахунком 2-1, і вперше стала чемпіоном світу. Ольгін грав також і на чемпіонаті світу 1982 року в Іспанії, проте на ньому аргентинська збірна не зуміла захистити свій титул.

## Кар'єра тренера
Розпочав тренерську кар'єру відразу ж по завершенні кар'єри гравця, 1988 року, очоливши тренерський штаб клубу «Архентінос Хуніорс». У 1993 році тренував резервний склад клубу «Сан-Лоренсо». У 1994—1995 роках працював із японським клубом «Авіспа Фукуока», який вивів до Джей-ліги.
1996 року став головним тренером команди «Архентінос Хуніорс», тренував команду з Буенос-Айреса один рік. Згодом протягом 1997—1997 років очолював тренерський штаб костариканського клубу «Сапрісса».
1998 року прийняв пропозицію попрацювати у клубі «Колон». Залишив команду із Санта-Фе 1998 року. Далі працював у командах «Альмагро», «Депортіво Еспаньйол» та «Санта Барбара».
Наразі останнім місцем тренерської роботи був клуб «Алахуеленсе», головним тренером команди якого Хорхе Ольгін був з 2003 по 2004 рік.

## Титули і досягнення
- Чемпіон Аргентини (6):

«Сан-Лоренсо»: 1972 (Метрополітано), 1972 (Насьйональ), 1974 (Насьйональ)
«Індепендьєнте» (Авельянеда): 1983 (Метрополітано): «Архентінос Хуніорс»: 1984 (Метрополітано), 1985 (Насьйональ)
- Володар Кубка Лібертадорес (1):

«Архентінос Хуніорс»: 1985
- Чемпіон світу (1):

1978